# Balked at the Altar
Balked at the Altar é um filme mudo do gênero comédia de curta metragem estadunidense, escrito e dirigido por D. W. Griffith em 1908. O filme foi feito pela American Mutoscope and Biograph Company, quando ele e muitos outros estúdios de cinema precoce na primeira indústria cinematográfica dos Estados Unidos foram baseados em Fort Lee, Nova Jérsei, no início do século XX.

## Elenco
- Mabel Stoughton
- Linda Arvidson
- George Gebhardt
- D. W. Griffith
- Robert Harron
- Arthur V. Johnson
- Mack Sennett
- Harry Solter